# Praia da Lagoinha
Praia da Lagoinha (Praia da Lagoinha da Ponta das Canas, selon son nom complet) est une plage de la municipalité de Florianópolis, au Brésil. Elle se situe à l'extrême nord de l'île de Santa Catarina, entre deux pointes rocheuses qui la séparent, à l'est, de ponta das Canas et, à l'ouest, de praia Brava. 
Constituée d'une large bande de sable, la plage mesure environ 900 m de longueur. 
La plage est constituée d'un estuaire, où un petit lac d'eau douce se jette dans la mer. Souvent bouché par le sable, cet estuaire constitue un petit écosystème très recherché par les oiseaux.  